# 杜祁
杜祁（とき、生没年不詳）は、晋の文公の第4夫人、公子雍の母。姓は祁。春秋初の伯爵国である杜（現在の陝西省一帯に位置する）の出身。

## 略歴
文公の寵愛を受けたも、次代の国君襄公の母の偪姞と狄族の出身の季隗を自分以上の地位に置く。そこで節行があるとされた。公子雍も文公に溺愛され、大国である秦で亜卿という官位を務める。
紀元前621年、晋の襄公が死去すると、襄公の子である夷皋が幼いため、狐射姑は公子楽を国君に立てようとしたが、趙盾は公子楽の母懐嬴が2代の国君と結婚したことがあり、しかも文公の第9夫人にすぎず、地位が低い。一方、杜祁は品行があり、さらに地位が高いので、彼女の息子である公子雍を国君に立てるべきだ、と言った。そこで人を秦に派遣して公子雍を迎えた。秦も軍隊を遣して公子雍を護送した。
しかし、襄公は夷皋を国君として立てるように遺命し、襄公の未亡人の穆嬴は夷皋を抱いて朝堂で号泣し、「先君の命」で趙盾を責め、趙盾と各大夫は追い詰められ、夷皋を霊公として立てる。晋は秦国が公子雍を護送した軍隊に兵を送った。4月1日、晋軍は令狐で秦軍を破り、公子雍を追い払ってしまった。